# Glypta exophthalmus
Glypta exophthalmus là một loài tò vò trong họ Ichneumonidae.